# Якобсон, Григорий Семёнович
Григо́рий Семёнович Якобсо́н (19 мая 1930, Барнаул, Алтайский край — 2 июля 2014, Новосибирск, Российская Федерация) — академик РАМН и РАН, доктор медицинских наук, профессор, заслуженный деятель науки России.

## Биография
В 1955 году окончил лечебный факультет Новосибирского медицинского института.
После окончания института заведовал сельской участковой больницей, был ассистентом кафедры патологической физиологии (1957) заведовал Центральной научно—исследовательской лабораторией (1964), кафедрой патологической физиологии (1979) НГМИ, руководил лабораторией патофизиологии Института физиологии СО РАМН. С 1990 года занимал должность Главного учёного секретаря СО РАМН.
В 1960 году защитил кандидатскую диссертацию на тему: «О реакции на гистамин в различные периоды оживления организма после клинической смерти», в 1972 году — докторскую диссертацию на тему «О роли кортикостероидных гормонов в патогенезе токсического гепатита и цирроза печени».
В 1973 году становится профессором по специальности «патофизиология». С 1991 года — член-корреспондент, с 1996 года — действительный член РАМН. В результате реформы Российской академии наук с 2014 года являлся академиком РАН.
Скончался 2 июля 2014 года. Похоронен на Заельцовском кладбище Новосибирска (квартал 77).

## Вклад в науку
Им впервые описаны особенности реакции организма, находящегося в раннем периоде оживления после клинической смерти на гистамин и особенности восстановительного периода при этом; сформулировано положение о роли лизосом в формировании восстановительных внутриклеточных процессов после токсического повреждения органов.
Показаны структурно — функциональные особенности восстановления органов и систем животных после токсического воздействия в зависимости от генотипа, пола, фазы эстрального цикла, уровня гормонов коры надпочечников, возраста, дозы и способа воздействия яда; установлены особенности процессов повреждения и восстановления органов и тканей при остром и хроническом токсическом воздействии на организм.
Исследованы особенности гормональной регуляции и структурно метаболических нарушений у животных, находящихся в условиях длительной гипокинезии.
Выявлены особенности нарушений межэндокринных отношений, количественных и качественных параметров восстановления сердца животных и человека после перенесенного инфаркта миокарда. Показана определяющая роль ранней двигательной активности в формировании оптимальных межэндокринных отношений, количественных и качественных параметров восстановления сердца при этом, что позволило, совместно с клиницистами определить варианты адаптационного процесса и получить сведения для оценки течения и прогноза заболевания, назначения гормоно-модулирующей терапии и проведения физической реабилитации больных.
На модели линии крыс с наследственной, индуцированной стрессом артериальной гипертензией (НИСАГ), совместно с создателем линии проф. А. Л. Маркелем (ИЦиГ СО РАН) описаны в онтогенезе структурно-функциональные особенности проявлений формирующейся гипертензии: гипертрофированного миокарда, зон коры надпочечников, продуцируемых ими гормонов, сосудов ряда эндокринных желез, их гормонов, реактивности сосудов к вазоконстрикторам.
Показано, что вскармливание крысят гипертензивной линии нормотензивными самками оказывает модулирующее влияние на реализацию наследственной стресс-обусловленной программы формирования артериальной гипертензии, замедляя её, смягчая отрицательные последствия для органов-мишеней, но в целом не предотвращая эту программу.
Установлено, что введение в раннем периоде онтогенеза некоторых фармпрепаратов оказывает протективное воздействие на развитие артериальной гипертонии.
В отечественных и зарубежных журналах Г. С. Якобсоном и в соавторстве, опубликовано около 400 научных работ, в том числе пять монографий и большой раздел в международном руководстве по артериальной гипертензии, три авторские свидетельства. Под его руководством выполнено 12 докторских и 34 кандидатских диссертаций.
Г. С. Якобсон — член Президиума СО РАМН, член правления Всероссийского общества патофизиологов, ответственный секретарь редколлегии журнала «Бюллетень СО РАМН», член редколлегии ряда других журналов.